# Macropharyngodon ornatus
Macropharyngodon ornatus es una especie de peces de la familia Labridae en el orden de los Perciformes.

## Morfología
Los machos pueden llegar alcanzar los 13 cm de longitud total.

## Distribución geográfica
Se encuentra en Sri Lanka, al oeste de Australia, Indonesia y Nueva Guinea.